# Shimbi
Shimbi ist ein Verwaltungsbezirk (Ward) des Distrikts Rombo in der tansanischen Region Kilimandscharo.

## Geografie
Shimbi liegt im Nordosten von Tansania etwa 25 Kilometer Luftlinie nordöstlich der Regionshauptstadt Moshi am südlichen Abhang des Mawenzi. Der Bezirk hat eine West-Ost-Ausdehnung von 20 Kilometern und eine Breite von etwa 2 Kilometer. Die Seehöhe steigt von 1400 Meter im Osten auf 2400 Meter im Westen an.
Der Bezirk grenzt im Norden an Makiidi, im Osten an Shimbi Kwandele, im Süden an Keni Aleni und im Westen an Uru Mashariki des Distrikts Moshi. Bei der Volkszählung 2022 lebten 5502 Menschen in 1438 Haushalten auf einer Fläche von 18,3 Quadratkilometern.

## Gliederung
Der Bezirk besteht aus zwei Gemeinden (Mtaa) mit sieben Orten (Kitongoji):
| Shimbi Kati - Mavanda - Isia - Kiruweni - Kwaterwa | Shimbi Masho - Kitirima - Kibosou - Kwasondo |

## Wirtschaft und Infrastruktur
- Bildung: Die Shimbi Secondary School[7] und die Kwaikuru Secondary School[8] sind staatliche weiterführende Schulen, die Mädchen und Burschen bis zur 4. Stufe ausbilden.
- Gesundheit: Im Bezirk gibt es zwei staatliche Apotheken.[9][10]
- Touristik: Die Marangu-Route auf den Kilimandscharo führt durch Shimbi.[11]
- Verkehr: Durch den Osten des Bezirks verläuft die asphaltierte Nationalstraße T21, die von Himo im Süden am Kilimandscharo vorbei nach Kenia führt.[12]